# Julian Lennon
Julian Charles John Lennon, født John Charles Julian Lennon (født 8. april 1963) er en britisk rockmusiker, der er søn af musikeren John Lennon og dennes første kone Cynthia Powell. I perioden fra 1984 og til 2022 har han udgivet syv soloalbum. 
Gennem de senere år har Julian Lennon ligeledes arbejdet meget med fotografi og velgørenhed gennem organisationen White Feather Foundation.